# Ormosia frohnearum
Ormosia frohnearum är en tvåvingeart som beskrevs av Alexander 1968. Ormosia frohnearum ingår i släktet Ormosia och familjen småharkrankar. Inga underarter finns listade i Catalogue of Life.